# 新川愛七
新川 愛七（しんかわ あいな、1992年5月21日 - ）は、日本の元AV女優。

## 略歴・人物
2019年10月、KANBi専属女優としてAVデビュー。所属事務所はクローネ。
デビュー時には京都府出身の音楽教室講師で35歳の人妻という設定だった（2020年10月のイベントでは28歳と回答している）。
2020年6月より専属を離れ企画単体女優となる。
2021年8月12日、自身のツイッターにて同年9月末にAV女優を引退する事を発表。

## 作品

### アダルトビデオ
- 【初撮り】【天然巨乳の京美人】【背徳の人妻】SS級の身体を持つはんなり京都妻。背徳な空間に、薬指に嵌めた指輪が濁って光る。 ネットでAV応募→AV体験撮影 1082（10月5日、シロウトTV）
- KANBi専属 京都の人妻 音楽教室講師・新川愛七35歳AVデビュー 音楽教室勤務の京都はんなり美人妻（10月25日、プレステージ）
- 極上敏感おっぱい堪能3SEX！！ 不世出の色白F乳京都妻 新川愛七（11月29日、プレステージ）
- 中出し解禁3本番！！ 旦那を忘れるほど汗だく汁だくで絡み合う 濃厚接吻【なかだし】性交 新川愛七（12月27日、プレステージ）

- 孕ませ不倫温泉【連続絶頂】生中出し一泊二日旅行 新川愛七（1月31日、プレステージ）
- はんなり京都妻を二日間連続で種付けしまくる終わらない中出し不倫性交。中出し16連発 新川 愛七（2月28日、プレステージ）
- はんなり京都妻の究極筆おろし 童貞くんを褒めちぎる優しさ増し増し指導！至極のプレミアム性交！！ 新川愛七（3月27日、プレステージ）
- 音楽教室講師 京都のはんなり人妻を飼いならす。〜美人妻をやりたい放題密室軟禁調教録〜 中出し4連発！！ 新川愛七（4月24日、プレステージ）
- 私、実は夫の親友に犯●れ続けています… 夫の知らぬ間に恥辱の罠にハマり、快楽堕ちした人妻 新川愛七（5月29日、プレステージ）
- 平日の暇な時間帯のメンズエステでW施術を薦められてお願いしたら欲求不満な奥さまセラピストに連続射精させられた（6月11日、DANDY）
- 真・時間が止まる腕時計パート17（6月11日、ROCKET）
- 「童貞君の包茎ち○ぽの皮を剥いて洗ってもらえませんか！？」素人奥様が童貞君と密着混浴！母性たっぷりち○ぽを泡洗い！カチカチにズル剥けた童貞ち○ぽに赤面発情！そのまま優しく筆下ろしSEX！（6月12日、赤面女子）
- 120％リアルガチ軟派伝説 vol.85 全員中出し大成功！マスクは付けてもゴムは付けない！！（6月19日、プレステージ）
- あいな（6月24日、俺の素人-Z-）
- 入院中の性処理を母親には頼めないからお見舞いに来た叔母にお願いしたら優しい騎乗位でこっそりぬいてくれた20 中出しスペシャル（6月25日、ナチュラルハイ）
- はだかの主婦 小金井市在住新川愛七（27）（7月1日、プラネットプラス）
- ★配信限定！特典映像付★ 新川愛七のレズ処女を波多野結衣×加藤ももかが奪う同性愛（レズビアン）SEX（7月20日、セレブの友）
- 新川愛七のレズ解禁 レズ処女を波多野結衣×加藤ももかが奪う同性愛（レズビアン）SEX（7月20日、セレブの友）
- 素人妻が一般大学生の自宅にコンドーム1つ渡され一泊 一度のゴム姦では満足できず宿泊中2度もガチ中出しを許してしまう 見つめながらイク騎乗位がエロい関西眼鏡妻 ななこさん29歳（7月23日、コスモス映像）
- 「東京チ○コ気持ちええ♪」浪花のFカップ眼鏡ボイン美女の正体は…！？大手出版社勤務！！東●レ編集者！！美巨乳でプリ尻の最強敏感ボディを武器に濃厚肉弾エロ取材！！即潮！！連続潮吹き！！彼チン以外の男と浮気性交で初中出しおかわりSEX！！（7月24日、プレステージプレミアム）
- 出張先の宿がボクのミスで女上司と相部屋に！？普段から厳しい女上司は超不機嫌！そんな状況でクーラーも壊れて部屋は蒸し風呂状態！？お互い汗ばんで（8月1日、Hunter）
- 男根inホテル！あいなちゃんに革命を。旦那のために育乳をしているGカップ！揉み応え抜群のプリケツにパイパンマ●コ！浴衣を着たまま犯すッ！「あかん！こんなイイち○こもう逃がさへんw」窓を開け開放セックス！オイルでヌルテカ淫靡セックス！中出し顔射の連続セックス！！www【しろうと変態革命13人目】（8月7日、SUKEKIYO）
- 素人美女ナンパ GET！！ No.216 あざといモテ女に濃厚接触！アンチ・ソーシャル・ディスタンス編（8月7日、桃太郎映像出版）
- まゆさん 23歳 Fカップ旅行代理店にお勤めのOLさん 【ガチな素人】（8月13日、E★ナンパDX）
- ガチナンパ！素人女子大興奮！ 初めての3P体験！潮！汗！絶頂の嵐で何度もおねだりSEX！124アクメ16発射（8月15日、ピーターズ）
- 両親が旅行でいない五日間、婚約直後の姉が俺の子を孕むまで種付けし続けた。 新川愛七（8月15日、ROYAL）
- 水泳教室NTR インストラクターの優しさに溺れた妻の衝撃的中出し映像 新川愛七（8月22日、マドンナ）
- 美人三姉妹 個人デリヘルはじめました 波多野結衣 加藤ももか 新川愛七（8月23日、セレブの友）
- 息子の嫁 新川愛七（9月1日、プラネットプラス）
- 京都の人妻 新川愛七 プレミアムベスト 8時間 vol.01 全6作品＋未公開映像で「新川愛七」の軌跡の全てをたどる完全保存盤！！（9月4日、プレステージ）
- 王様ゲームで乱交しまくり！若妻だらけの町内会は誘惑だらけ！王様ゲームをやりたがるドスケベ若妻がハメを外し過ぎてまさかのハーレム大乱交！（9月5日、Hunter）
- パンツスーツOLのピタパン尻に我慢できずにバックからねじ込むデカチン即ハメ！内見中に強引にイカせる男性客の高速ピストン口説きSEXを完全収録！！旦那の短小チ○ポでは届かない子宮の奥を激突きされたデカ尻OL妻が連続絶頂合計38回！（9月5日、ディープス）
- 終電を逃したインテリ黒パンスト女上司2人が僕の自宅に！チ○ポに飢えたほろ酔い状態の女たちに朝まで死ぬほど射精させられた！ 2（9月11日、V＆R PRODUCE）
- 「私を壊してください…」2 90cmFカップむっちりドM女の服従言いなりSEX 新川愛七（9月13日、セレブの友）
- 禁断介護 新川愛七（9月16日、グローリークエスト）
- 「えっ！？おっぱい丸見え？」エアコンが壊れ我が家はサウナ状態！扇風機で暑さを凌ぐ義姉の汗だくノーブラモロ見えおっぱいに勃起しまくっていたら…（9月17日、Hunter）
- クーラーが故障した出張先の旅館で女上司と汗だく二人きり…部屋が暑すぎて眠れないから、ふたりでお酒を飲んだら、酔っ払って甘えたモードに豹変した女上司が…（9月19日、Hunter）
- 生徒達に厳しく注意する生活指導担当なのに毎週オンライン飲み会でヤリまくる… 『女教師失格』ド変態M女に出会った。（9月20日、ナンパJAPAN）
- ★配信限定！特典映像付★首輪をつけた私の女教師（ペット）〜愛する先生を拘束レズビアン調教〜 田中ねね 新川愛七（9月21日、セレブの友）
- 首輪をつけた私の女教師（ペット）〜愛する先生を拘束レズビアン調教〜 田中ねね 新川愛七（9月21日、セレブの友）
- あいな（9月23日、おっぱいちゃん）
- あいなさん（10月1日、マジックミラー号ハードボイルド）
- 無理やりヤラれたのに何度もイッてしまった人妻はマ○コの痙攣が治まらず「妊娠してもいいからお願い！」と男を押さえ付け連続中出しSEX（10月2日、プレステージ）
- 欲求不満若妻の隣人狩りにまんまとハマってしまったボクは誘惑に負けてエッチしまくり！今まで溜まっていた欲求不満が大爆発した若妻に…（10月3日、Hunter）
- 駅前最強美女ナンパ 01 23（10月9日、プレステージ）
- 突撃訪問SEX！ビビッと即ハメで午前中にスッキリ！朝しか自由のない専業主婦の家を訪ねて中出ししたら即退散！3（10月14日、グローリークエスト）
- あいな 2（10月16日、おっぱいちゃん）
- 悶悦爆乳 妖艶な色気と卑猥な性技で雄を圧倒する濃厚性交。新川愛七（10月17日、TEPPAN）
- 「なんで挿れようとするの？ダメ！挿っちゃう！」心優しい義母と素股していたらあそこがクチュクチュ濡れてきてヌルッとズボッ！結局生挿入！生中出し！2（10月17日、Hunter）
- 3P家族 父子W中出し 親子に●されるのハマっちゃう（10月17日、ABC/妄想族）
- マジックミラー号ハードボイルド デカチンの先っぽ3cmだけを挿入する過激な膣ケアエクササイズで敏感な膣口を刺激され続けるとご無沙汰妻は膣奥まで欲しくなってしまうのか！？久々の快感にイキ捲る性欲爆発SEXは中出し1発だけでは終わらない！（10月22日、サディスティックヴィレッジ）
- ★配信限定！特典映像付★黒人解禁！B.B.P.（ビッグ・ブラック・ペニス）黒人ザーメン大量顔射×ごっくん×生中出し！！ 新川愛七（10月25日、セレブの友）
- 黒人解禁！B.B.P.（ビッグ・ブラック・ペニス）黒人ザーメン大量顔射×ごっくん×生中出し！！ 新川愛七（10月25日、セレブの友）
- むっちり黒パンスト淫尻を美女同士で撫で回し舐め回すレズビアン（10月25日、セレブの友）
- 敏感（恥）巨乳痴●2020 おっとり女子○生（推定Hカップ）/バーテンダー（推定Fカップ）（10月26日、ナチュラルハイ）
- センズリ用 シコシコしながらじっくり見れる女子○生のおま○ことアナル2（11月2日、アロマ企画）
- 首四の字固めされて勃起する男たち（11月2日、アロマ企画）
- 暇と性欲を持て余してる欲求不満な奥さま達のご近所スワッピングパーティー（11月4日、グローリークエスト）
- 企業買収NTR 接吻に満ち溢れたレズビアン社長室 河北はるな 新川愛七（11月6日、ビビアン）
- 「どのお姉ちゃんのおっぱいが好き？」『私とエッチしよ！』『ダメ私が先！』巨乳過ぎる親戚のお姉ちゃんたちが自慢のおっぱいで童貞のボクを誘惑！（11月6日、Hunter）
- 顔出しMM号 美人妻限定 ザ・マジックミラー 清楚な奥様が初めてのパンスト履きっぱなしイキ潮体験！ 2 濡れシミができるほどパンストの中で手マンされ連続イキ漏らししたご無沙汰オマ○コに旦那よりも大きいデカチン挿入！！ in池袋（11月6日、ディープス）
- クリトリスの形が浮き出るようにパンティの素材や薄さにこだわったパンツ越しオナニー2（11月8日、アロマ企画）
- セーラー服熟女恥ずかしいパンツの染み 新川愛七（11月12日、レイディックス）
- 濡れてテカってピッタリ密着 神競泳水着 新川愛七 ロリ可愛い女子の競泳水着姿をじっとりと堪能！着替え盗撮から始まり貧乳から巨乳にパイパン、ハミ毛、ジョリワキ等のフェチ接写やローションソーププレイや競泳水着ぶっかけ等を完全着衣で楽しむAV（11月12日、親父の個撮）
- マンスジ前貼りお漏らし（11月12日、レイディックス）
- ホテル痴●8 中出しSP 増量版（11月12日、ナチュラルハイ）
- 「絶対に出しちゃダメよ！」ニーハイ穿いた欲求不満な家庭教師のお姉さんが童貞少年を親に隠れて射精管理！何度も寸止めさせ溜まり切ったザーメン出尽くすまで連続大量中出し！ 2（11月13日、V＆R PRODUCE）
- 素人ヘアヌード大図鑑～専業主婦編（11月13日、S級素人）
- 叱られJOI君をオナニーの刑に処する！（11月14日、アロマ企画）
- あいなさん（11月18日、素人参加バラエティ）
- 『わたしだって寂しいの…』父が義母と再婚！でも父はそのまま他界。若すぎる義母と二人きりの暮らしになって…残されたボクを見捨てるわけでもなく…（11月19日、Hunter）
- 「なんで挿れようとするの？ダメ！挿っちゃう！」義母素股 引きこもりのボクと優しすぎる義母との不適切な関係。新川愛七（11月21日、Hunter）
- ヨガ教室に通う奥様がクリトリス直撃の激震マシンを当てたイキガマン・スクワット！久しぶりの快感に耐え切れず痙攣アクメ潮！敏感になった発情オマ○コは連続中出しも拒めない！！（11月26日、サディスティックヴィレッジ）
- DQNが学級崩壊させたクラスを新任教師の妻が担任することになりました 新川愛七（11月29日、ミセスの素顔/エマニエル）
- 男のいろんな部位にマン土手をこすりつけて絶頂に達するお姉さん（12月2日、アロマ企画）
- 『何回失敗してもいいから…私たちでいっぱい練習して！』ちょっと年の離れた2人の巨乳姉で最高過ぎる童貞喪失！巨乳姉たちの激しすぎる騎乗位で…（12月5日、Hunter）
- だれとでも定額挿れ放題！月々定額料金さえ支払えば、社内の女子社員や受付嬢、さらには女社長まで誰でも挿れ放題！（12月5日、Hunter）
- 裏手コキクリニック〜完全版〜 「医療現場の今…」 性交クリニック12 選抜された看護師4名による業務的エキスパート中出し性交処置180分＋スペシャリスト吐精看護総集編180分 6時間SP（12月15日、SODクリエイト）
- 『えっそんな事までしてくれるんですか？？出ちゃいますよ！？』白衣の天使降臨！ボクの精子を一滴残らず吸い取るほどのキツマンバキューム騎乗位で…（12月17日、Hunter）
- 暖冬 ニットセーターで汗ばむ義母との中出し性交。 新川愛七（12月20日、マドンナ）
- メタル痴女 新川愛七（12月24日、ROCKET）
- 「温泉旅館に高級ソープ嬢がヤってきた！旅館で出会った男子○校生達に胸を揉ませて興奮する5人の痴女」VOL.1（12月24日、DANDY）
- ナチュラルハイ年末スペシャル 敏感（恥） 巨乳痴● 2020 完全版 10人全員乳揺れSEX Ver. 2枚組8時間（12月24日、ナチュラルハイ）
- 義姉、妹、姪っ子、従姉弟たちと密かに四股かけているボク。結局バレてまさかの全員中出し!この状況を見た幼馴染も参加してきてハーレム状態に!（12月31日、Hunter）

- カードで決定！シャッフルオナニー（1月2日、アロマ企画）
- 出会ったばかりの男に何度もイカされ理性を失いナマで求め乱れ狂う…欲しくて欲しくてたまらない、欲望むき出しのワンナイトSEX（1月7日、ムラっch）
- 巨乳妻ナンパ中出し！ ご無沙汰チ○ポでガチイキ！マジイキ潮吹きアクメ！（1月15日、ロータス）
- ぷるぷるですべすべな敏感マシュマロおっぱいにイカされまくる！ 新川愛七（1月16日、マキシング）
- 眼鏡美人奥さま。関西系のノリ良い感じがエロになると豹変！発情が高まり我慢できずに自分からアピールしちゃうFカップ妻！（1月21日、E★人妻DX）
- あいなさん（1月22日、俺の素人）
- あいな（1月29日、％OFF）
- 「制服・下着・全裸」でおもてなし またがりオマ○コ航空13 ガニ股騎乗位便 黒パンストver（2月2日、SODクリエイト）
- 義母との禁断の恋！『お願い！言葉なんていらない激しく私を抱いて！飽きるまでわがままに抱いて！』実は義母と付き合うようになってしまったボク…（2月6日、Hunter）
- 部下にバイブをパンスト固定され必死にイキそうになるのを我慢していたが媚薬と追撃ピストンで自分から腰を振り始める完堕ち女上司（2月12日、Z-MEN）
- まなみ 2（2月17日、ヒルズ妻）
- まなみ（2月17日、ヒルズ妻）
- 『初めてのSEXが私みたいなおばさんで本当に後悔しない？』童貞喪失は若くて綺麗で超優しくて巨乳な義母でした…。そんな義母に【中出し】→（2月18日、Hunter）
- 「AV男優なんですけど…」で付いて来たGカップ巨乳のエロい奥さん（2月20日、投稿マーケット素人イッてQ）
- マングリポーズのお尻の穴の収縮とシワの本数までバッチリ分かるアナルひくひくオナニー（2月20日、アロマ企画）
- 個撮ドキュメント！ 巨乳妻体液媚薬発狂性交 まなみ28歳（2月22日、堅者の食卓/妄想族）
- あいな 2（2月27日、％OFF）
- 入院生活が長過ぎておばさん看護師の透けパン尻でも余裕で勃起してしまう僕 2（3月5日、LEO）
- 巨乳女上司だらけで男はボク1人の社員旅行はまさに天国！混浴露天でチ○ポをいじられ大宴会でまさかのハーレム乱交！社員旅行でやって来た温泉旅館…（3月6日、Hunter）
- ご近所おばさんのピタパン尻にデカチン即ハメ！ 4 強引な挿入と寸止め焦らしピストンのイケメン口説きSEXに忘れていたメスの性欲を思い出した美人妻！「まだ出せるでしょ…？」肉厚デカ尻の激しい杭打ち騎乗位で精子を何度も搾り取る連続中出しSEX 合計18発！（3月6日、ディープス）
- 素人娘の全裸図鑑16 今時の女の子13名が恥らいながら脱衣していく様子をじっくり撮影した、変態紳士のためのヘアヌードコレクション（3月7日、かぐや姫Pt/妄想族）
- セックスするにはワケがある！勃起した患者をほっとけない 優しすぎる看護師10人（3月11日、DANDY）
- 痴●を邪魔する正義感OLに泣いてもやめない追い打ちイカセ2（3月11日、ナチュラルハイ）
- 会社に内緒でランチタイムに援●SEXで金を稼ぐ美人OLに生中出し02（3月12日、ケイ・エム・プロデュース）
- 雑魚寝してたらボクの布団に友達の彼女が潜り込できて…6匂いたつような年上女のフェロモンにチ○ポはバキバキ目覚めて弁解するカノジョの分厚い唇をキスでふさいでイキ声ガマンさせ何度も奥突き！（3月12日、Z-MEN）
- 2人のヤリマン義姉もボクもエッチ大好き性欲モンスター！1日何度もヤリまくり！朝のあいさつ代わりにSEX、ご飯前に、病室でも…（3月18日、Hunter）
- 【配信専用】『ど～したの？眠れないの？私が気持ち良い事して寝かせてあげるね…』究極の癒しエロ！ 添い寝手コキ！！ ＃2（3月25日、DOC）
- 「お願い…ちょっとだけでいいからヤラせて！」いかにも押しに弱そうなので、何度もお願いしたら断りきれずヤラせてくれるダメな…いや最高にイイ女（4月2日、Hunter）
- フロントホックブラと小さいパンティーで童貞の僕を挑発するとなりの奥さん 新川愛七（4月3日、VENUS）
- 危険日直撃！！子作りできるソープランド27 新川愛七（4月8日、Mr.michiru）
- この女確信犯！！常連客が即入れ懇願！！豹変オイルマッサージ（4月9日、LEO）
- 狭いお風呂で二人きり！どストライクな女子（幼馴染、姉、義母…）と自宅で混浴する事に！生のおっぱいは想像以上にキレイで大きくて柔らかくて…（4月14日、Hunter）
- 縄地獄に堕ちた豊乳巫女 生贄神殿木馬責め 新川愛七（4月15日、シネマジック）
- あいな（4月16日、俺の素人-Z-）
- 素人妻をガチナンパ！女ざかりなアラサー奥様が悩むED男子のインポ改善いやらしすぎるカラダとエロテクでフル勃起したち○ぽを生ハメ！イってもやめない激ピストンでドピュドピュ連続中出し！！（4月23日、赤面女子）
- 混浴温泉に1人で入っていたら、町内会バスツアーの巨乳若妻たちが突然入ってきた！気まずくて出ようと思ったら巨乳若妻のタオルから大きな胸が…（5月1日、Hunter）
- KDK【くどき】 出張先のホテルで部下を口説いてヤリまくった性交記録 営業部4年目 新川愛七26歳（5月6日、アキノリ）
- 平日のスポーツ施設でエロガキ2人に乳揉みクンニのW責めをされ感じてしまったムッチリ妻は3Pを拒めない ～プール、ジム、ヨガ教室～（5月7日、ナチュラルハイ）
- 母の日特別企画 〜子育てと仕事を両立する人妻社員に感謝を込めて福利厚生緊急開催〜 SODで働くママ社員10名 産後の敏感ま●こが問診中にイキ狂う 絶頂！潮吹きまくり人間ドック（5月7日、SODクリエイト）
- あいな（5月13日、G-AREA）
- 一般男女モニタリングAV 同窓会終わりに突撃交渉！10数年ぶりに再会した同級生男女はラブホテルで1発10万円の連続射精セックスしてしまうのか！？ 8 ●校時代から気になっていたクラスのマドンナの巨乳とデカ尻にフル勃起した既婚者チ○ポと恥じらいつつもラブホの非日常感…（5月14日、ディープス）
- 【濡れスケ巨乳】言いなりSEX この巨乳…スケベすぎ！ 「ほんと、ヘンタイですよね…」 男子のバカなお願いをなんでも聞いて一緒に楽しんでくれるFカップお姉さん 新川愛七（5月22日、ビッグモーカル）
- シャツと白い巨乳2 着衣SEXとチラリズム 全編撮りおろし 究極パイズリ、濡れ透けローションプレイ、着衣入浴SEX（5月22日、ビッグモーカル）
- 巨乳人妻温泉鬼畜非道レ●プ映像（5月28日、青空ソフト）
- 配信専用】透明椅子×ディルド！！エロが過ぎる超過激オナニー配信！！（6月3日、DOC）
- フラッシュバック 繰り返す禁断の快楽 人食い蜂の未亡人 新川愛七 東希美（6月4日、ビビアン）
- 『えっ何？気持ち良すぎる！』目が覚めるとすでに3P！『夢なの？』いやいや現実！エロ過ぎる若妻たちから交互に何度も強●中出しを繰り返されて…！（6月4日、Hunter）
- 「君の初めて、犯してあげる」エグい程下品なヤリマン巨乳妻が童貞狩り種付けパーティー！（6月11日、赤面女子）
- 憧れの女上司と2人きり…6（6月30日、LEO）
- 【ムネコイ】君は私の胸に恋してる 新川愛七（7月1日、アキノリ）
- 夫婦で挑戦！田中ねねの凄テクで夫が2回イカされたら妻が寝取られナマ中出しSEX！（7月9日、はじめ企画）
- 4年に一度のスポーツの祭典 祝 東京開催記念！ ぬるぬるローション 仲良し部署対抗 ハメハメ合戦 ～ユーザー様を招待した男女混合大乱闘スペシャル～（7月13日、SODクリエイト）
- 旦那の居ぬ間に突撃交渉！幼稚園に子供を送った帰りのママ友さんたち！童貞くんと自宅で人生初の王様ゲームしてみませんか？旦那とご無沙汰な欲求不満妻を独り占めでハメまくり！！中出し放題！！念願のハーレム筆下ろし大乱交 5 in目黒区●●町●丁目●番地（7月14日、ディープス）
- 田中ねね まるごと完全収録1163分BEST（7月18日、セレブの友）
- あいな（7月19日、今ドキ女子の性事情）
- 玲子（7月28日、ION イイ女を寝取りたい）
- 熟女専門のお座敷キャバで上司の奥さんがハッスルタイム中に何度もベロチュー中出しおねだりしてきたww（8月5日、ゲッツ!!）
- おしっこ114連発 98人（9月2日、グローリークエスト）
- 美人デカ尻奥様限定！目隠しバイブ当てゲーム！！正解でもれなく高額賞金！！ですが間違えると即ハメ中出し！あなたが使った高級バイブはどれですか？試陰テイスティングで疼くオマ○コへの強力刺激でイキまくった人妻はデカチンに負けるのか！？（9月30日、ゲッツ!!）
- 入院中の性処理をお見舞いに来た叔母にお願いしたところエロ尻騎乗位でこっそりじゃなく超大胆に抜き差し中出ししてくれた（10月7日、ゲッツ!!）
- 「『おばさんを興奮させてどうするの？』キャンプ場でヤりまくりSPECIAL 青年の勃起チ○ポを見せつけられたおばさんエステティシャンは照れながらも本当は同僚に自慢したい！！（10月21日、DANDY）
- 奈良人妻（10月23日、舞ワイフ）
- 平日の暇な時間のメンズエステは欲求不満な奥さまセラピストだらけ 射精するまで帰れない尻コキからの生本番な裏オプが美味しすぎて…（10月28日、ゲッツ!!）
- デカ尻介護士が種搾りプレスに没頭！のしかかる杭打ち騎乗位で全精子吸い上げられました。（11月4日、ゲッツ!!）
- 一般男女モニタリングAV 素人奥様限定! 初めての恥じらい公開剃毛→パイパン素股体験！剃りたてで超敏感になったツルツルオマ○コに年下チ○ポが直接擦れて思わず発情 デカチ○ポをヌルっと生挿入されてのけぞるほどにイキまくり! 人妻全員に生中出し!!（11月5日、ディープス）※「ゆりか」名義
- キャンプ場で無理やり着衣失禁させられた美尻女は…追いローターで何度も腰くね羞恥イキし…（12月2日、ゲッツ!!）
- ゾウさんパンツでフェラ10人 ブリーフの先っちょからチ●ポを引っ張り出して喉奥でグポグポする気持ちいいフェラチオ5（12月4日、かぐや姫Pt）
- エロ尻アナル見せ騎乗位 2（12月21日、アロマ企画）
- 人妻リアル不倫 流出ラブホ盗撮 巨乳妻たちの隠し事（12月25日、ビッグモーカル）

- エロいポーズで顔とチ○ポを交互に見ながらオナニー指示 2（1月27日、アロマ企画）
- 肌が触れるくらい近くでキミのズリネタになってあげるけどタッチはNGだよ!（1月27日、アロマ企画）
- 唾液エンドレスのじゅるじゅる乳首舐め×トルネード寸止めオイル手コキ 2（2月8日、アロマ企画）
- パンティ顔騎やおっぱい窒息されながらの乳首責めでチ○ポを放置されても射精する男たち 2（3月1日、アロマ企画）
- 完全CFMN 全裸ですけべ椅子に拘束され乳首・亀頭・蟻の門渡りの3点責めされ続ける（4月12日、アロマ企画）
- 隠れマゾおばはんド助平レンタル マゾ性癖即バレ野外チ●ポ狂い♥（5月17日、山と空）

### アダルトVR
- たかしゴメン、今あなたの親友とSEXしてる（7月10日、ナチュラルハイ）
- 『あなただけ特別ですよ…』 都内某所にある非抜きメンズエステで気に入った相手だとこっそり手で抜いてくれるという噂のお店に行ったら、奇跡の美人＆巨乳エステティシャンはよほどボクの事が気に入ったみたいで抜いてもらうどころかSEXまでさせてもらえました！（8月1日、Hunter）
- 【Fitch肉感VR】向かいの部屋に引っ越してきたメガネが似合う美人妻の夫婦生活を覗いているのがバレてしまい怒られるかと思ったら… フェロモンをムンムンさせながら勃ちの悪い旦那の代わりに欲求不満解消の相手をさせられてしまいました！ 新川愛七（8月20日、Fitch）
- HQ 劇的超高画質 爆乳美女 媚薬で淫乱性獣化！発情し肉●を貪り 感度上昇限界突破の痙攣昇天！（9月19日、ブイワンVR）
- 中出し成功率100％のパパ活神アプリ 速攻美少女に出会えて生ハメ！生中出しSEX！（10月1日、ROOKIE）
- 会社の飲み会で終電逃したけれど 酔ってエロくなったムッチリ巨乳女上司に逆セクハラで朝まで抜かれまくった僕（10月9日、マドンナ）
- HQ60fps 食い込み接写オナニーVR（10月14日、マックス・エー）
- 「もうダメ…早く入れて…我慢できないよ…」30過ぎの人妻が限界を超えた刺激濃密性交 新川愛七（10月19日、KMPVR-bibi-）
- キメセクNTR 地味巨乳Fカップの上品で優しい上司の奥様を【強●超激媚薬】でセックス狂いへ無理やり豹変！旦那を忘れて覚醒！！絶頂・痙攣・涎唾撒き散らしハメイカレ！！！！！！！ 新川愛七（10月19日、SODクリエイト）
- 妻がいる至近距離で平然とマッサージしながら挿れないで…。スカートの中でこっそり浮気SEX 痴女エステシャン逆寝取られ VR（10月23日、ナチュラルハイ）
- 僕に唾液をたらしてエッチなこと沢山してください！（10月28日、ROOKIE）
- ハイレグブーツのフェロモンたっぷりな美人痴女に死ぬほど焦らされてぐちゃぐちゃヨダレまみれ 何も考えられなくなるほどの最高の射精管理 新川愛七（10月30日、P-BOX VR）
- ビジネスホテルの廊下で部屋に入れない全裸女に遭遇 女は酔ってるからバレないかと我慢できず犯したら「これで終わりじゃないでしょ？」自らナマでねじ込み何度もオマ○コで精子を搾りとるド痴女に豹変（11月3日、RADICAL-KMPVR-）
- 下着デザイナーがバイヤーのボクに営業して来たので立場を利用してパワハラ！セクハラ！し放題w 耐えられなくなるまで感じさせたら下着デザイナーも売りたい一身で枕営業の決心を固めて積極的にボクを誘惑、上の口でも下の口でもパックンチョされて、… 新川愛七（11月4日、マックス・エー）
- 普段は強気な女上司を看病する事に。発熱で弱って乙女返りした姿と、汗で蒸れた身体に欲情してしまい…。 新川愛七（11月16日、SODクリエイト）
- 妊娠しやすそうなムチムチ恵体彼女とイチャイチャ生ハメ性交【はんなり京都弁】超接近する美肌オッパイ＆アナルと乳房がたゆんたゆん揺れる覆いかぶさり正常位とデカ尻突きまくりバックとパワフル杭打ちピストン騎乗位と乳揉みまくり対面座位【中出し】 新川愛七（11月27日、アリスJAPAN）
- エロ漫画みたいな素敵な童貞喪失体験してみませんか？突然出来た二人の義理のお姉ちゃんは超巨乳で超エッチ！！しかも超優しくて超おせっかいで超心配性！ボクが童貞喪失で悩んでいたらこのままではボクの人生が終わってしまうと大げさに考えてしまう心配性の義理…（12月1日、Hunter）
- 尻をイカセ続けるVR（12月2日、ケイ・エム・プロデュース）

- 美脚OLの夜の顔はデリヘル嬢！蒸れた黒パンストで何度も寸止め愛撫された射精寸前チ○ポに自ら生挿入！発情マ○コに中出しされ連続大絶頂！新川愛七（1月8日、V＆R PRODUCE）
- 【全編ノーモザイク】AV女優・ブルマ・デカ尻・アナルコレクション（1月14日、V＆R PRODUCE）
- クスリ効果で全身敏感の涎ダラダラ！！媚薬を飲ませ顔面愛撫でイカせ続ける（1月15日、ケイ・エム・プロデュース）
- HQ 劇的超高画質 爆乳な彼女のお姉さんに誘惑されて 絶対ナイショのほろ酔いSEX（1月22日、ブイワンVR）
- 淫語と唾責めのご褒美プレイ！！唾液痴女の口移しVR（1月23日、ケイ・エム・プロデュース）
- 巨乳一家の連れ子になった僕の風呂から始まるハーレム生活（2月22日、TMA）
- 部屋結界VR 2 〜エロい母親とスケベなママ友たちを集めていいなり肉欲パーティー イヒ！〜（3月8日、SODクリエイト）
- イキ乱れオナニーVR（3月18日、ケイ・エム・プロデュース）
- 結婚初夜に童貞喪失！新妻が優しくエッチを教えてくれた…初体験のキス/オッパイ揉み/フェラで大暴発！肌が触れ合う濃厚密着SEXで何度も膣内射精！ 新川愛七（3月22日、V＆R PRODUCE）
- 豪華女優15名の美尻をまとめたフェチVR 尻をひたすら堪能するBEST（3月25日、ケイ・エム・プロデュース）
- HQ60fps 働く綺麗なお姉さんBEST 210分（4月14日、マックス・エー）
- 濃厚接触！ 唾液まみれの粘膜ベロキス顔面舐め回しVR（4月16日、ケイ・エム・プロデュース）
- 口移しBEST 口から口へ…大量の粘液を含有した天使の雫（5月22日、ケイ・エム・プロデュース）
- 小さいチ○コを女の子にイジメられたのであそこが大きくなる薬を飲んだら黒人に変身！最強の黒巨チンを手に入れて仕返しのパワーSEXで見返してやった！（6月13日、ROOKIE）
- 乳首責め専門デリヘル嬢 じ〜っくりね〜っとり騎乗位で生中出し 新川愛七（6月24日、Mr.michiru）
- フェチ特化 ランジェリー生着替えVR（8月1日、ROOKIE）
- 絶頂アクメ昇天イキオナニーBEST（8月5日、ケイ・エム・プロデュース）
- 見つめる！ 感じる顔VR（9月1日、ケイ・エム・プロデュース）

### デジタル写真集
- ナデシコ -Nadeshiko- vol.02（2019年11月12日、プレステージ出版）
- 最高の人妻と極上の生ハメ旅行（2020年4月10日、プレステージ出版）
- 美人メガネ人妻と絡み合う中出し性交（2020年5月25日、プレステージ出版）
- はだかの主婦 小金井市在住 新川愛七(27)（2020年7月1日、プラネットプラス）
- 息子の嫁（2020年9月1日、プラネットプラス）
- 今、旬の爆乳女優4名の乳を10のシチュエーションで楽しむ!!（2020年9月5日、ブイワンVR）
- 妖艶な肉体を愛でる濃密性交（2020年10月3日、TEPPAN）
- どM人妻縛って恥辱交尾 美人妻2名（2020年11月6日、BB動画）
- ぷるぷるですべすべな敏感マシュマロおっぱいにイカされまくる!（2021年4月23日、マキシング）
- 厳選!巨乳で可愛い 主観撮影で臨場感たっぷり BEST 〜大ボリューム320ページ以上12名以上〜（2021年11月26日、ブイワンVR）
- 子作りできるソープランド（2022年1月15日、Mr.michiru）
- DX EDITION（2022年1月21日、プレステージ出版）
- シャツと白い巨乳 2 着衣SEXとチラリズム 全編撮りおろし 究極パイズリ、濡れ透けローションプレイ、着衣入浴SEX Episode.01（2022年3月11日、ビッグモーカル）
- シャツと白い巨乳 2 着衣SEXとチラリズム 全編撮りおろし 究極パイズリ、濡れ透けローションプレイ、着衣入浴SEX Episode.02（2022年3月11日、ビッグモーカル）
- シャツと白い巨乳 2 着衣SEXとチラリズム 全編撮りおろし 究極パイズリ、濡れ透けローションプレイ、着衣入浴SEX Episode.03（2022年3月11日、ビッグモーカル）
- 美若妻たちが無我夢中で性に溺れる不倫性交BEST（2022年4月20日、BB動画）
- 敏感マシュマロおっぱいにイカされまくる! Vol.1（2022年5月7日、五百十）
- 敏感マシュマロおっぱいにイカされまくる! Vol.2（2022年5月11日、五百十）
- 敏感マシュマロおっぱいにイカされまくる! Vol.3（2022年5月12日、五百十）
- 敏感マシュマロおっぱいにイカされまくる! Vol.4（2022年5月13日、五百十）